# راكان الحربي
راكان حسين الحربي ؛ مواليد 10 يناير 2001 في السعودية، هو لاعب كرة قدم سعودي يلعب لنادي البكيرية معار من نادي الوحدة.

## مسيرة اللاعب
بدأ في نادي الوحدة وأعير إلى نادي نجران ونادي البكيرية.